# Campionati europei di salto ostacoli 2005
I Campionati europei di salto ostacoli 2005 si sono svolti a San Patrignano, in Italia. 

## Podi
| Evento           | Oro            | Argento            | Bronzo           |
| Gara individuale | Marco Kutscher | Christina Liebherr | Jeroen Dubbeldam |
| Gara a squadre   | Germania       | Francia            | Svizzera         |

## Medagliere
| Posiz. | Nazione     | Oro | Argento | Bronzo | Totale |
| ------ | ----------- | --- | ------- | ------ | ------ |
| 1      | Germania    | 2   | 0       | 0      | 2      |
| 2      | Svizzera    | 0   | 1       | 1      | 2      |
| 3      | Francia     | 0   | 1       | 0      | 1      |
| 4      | Paesi Bassi | 0   | 0       | 1      | 1      |
| Totale | Totale      | 2   | 2       | 2      | 6      |